# Конфил
«Конфил» — российская пищевая компания, предприятие кондитерской промышленности. Полное наименование — Акционерное общество работников «Народное предприятие „Конфил“». Расположено в Волгограде.

## История
История предприятия началась в 1887 году, когда царицынский купец Василий Фёдорович Лапшин основал кондитерское и пряничное заведение «Лапшин и Ко» под вывеской «Карамель, монпансье и печенье фабрики Лапшина» на Скорбященской площади.
С 1917 по 1925 годы производство Лапшина было национализировано и переименовано в Царицынский рабочий кооператив пищевиков, а в 1924 году фабрике присвоено имя В. И. Ленина.
Во время войны фабрика выпускала пищевые концентраты. К моменту окончания Сталинградской битвы Сталинградская кондитерская фабрика им. В. И. Ленина была почти полностью разрушена.
В мае 1943 года, фабрика возобновила производство галет для нужд фронта. Первая серьёзная реконструкция была начата в начале 1950-х годов и уже к 1952 году был достигнут довоенный уровень производства кондитерских изделий.
Второй этап технического переоснащения, увеличения объёмов производства начался в 1966 году.
В 1992 году кондитерская фабрика им. В. И. Ленина стала акционерным обществом открытого типа, а в 1999 году было преобразовано в ЗАО.
В марте 2017 года в результате полицейской проверки Ольгу Цубенко отстранили от должности генерального директора предприятия по решению суда. ЗАО «Конфил» возглавил руководитель карамельного цеха Геннадий Татаренко. Он был утверждён на собрании акционеров.
Является одним из крупнейших в Нижнем Поволжье кондитерским предприятием и входит в число двадцати значимых кондитерских фабрик России.